# Relations entre l'Estonie et la Finlande
Les relations entre l'Estonie et la Finlande sont les relations bilatérales entre l'Estonie et la Finlande, deux États membres de l'Union européenne. Du fait de la proximité géographique et culturelle de ces deux pays, et depuis la chute du communisme, ces relations sont très bonnes. L'Estonie montre des signes d'intérêt à être identifiée comme un « pays nordique ».

## Histoire

### Régions de l'Empire suédois (1561-1721)

L'Empire suédois, avec la Finlande, l'Eestland et la Livonie.

L'Empire suédois couvrait la Suède et la Finlande actuelle. Dès 1561, le Duché d'Estonie (nord de l'Estonie actuelle) est acquise par la Suède. Après la guerre polono-suédoise, le traité d'Altmark est signé le 25 septembre 1629,. Celui-ci prévoit l'intégration de la Livonie, recouvrant partiellement l'actuelle Estonie, par l'Empire suédois. Dès lors, les régions occupées par l'actuelle Finlande et l'actuelle Estonie ont fait partie en commun de l'Empire suédois.
La Livonie et le duché d'Estonie sont restées suédoises jusqu'en 1721, après la signature du traité de Nystad qui mit fin à la Grande guerre du Nord.

### Au sein de l'Empire russe (1721-1918)
En 1721, l'Estonie est intégrée à l'Empire russe et devient le gouvernement d'Estonie. Les deux régions dépendent alors de deux États différents jusqu'en septembre 1809, date à laquelle le traité de Fredrikshamn est conclu au terme de la guerre de Finlande. Celui-ci intègre alors le Grand-duché de Finlande à la Russie impériale.
Les deux ensembles resteront des composantes de la Russie impériale jusqu'en 1917 et 1918 respectivement.

### XXesiècle

#### Indépendances (1917-1920)
Le 6 décembre 1917, la Finlande proclame son indépendance et forme l'éphémère Royaume de Finlande. Une guerre civile éclate alors entre la République socialiste des travailleurs de Finlande (au nord) et la Garde blanche au sud, que ces derniers remportent. La république de Finlande naît alors.
L'Estonie déclare son indépendance le 23 février 1918. Celle-ci ne se concrétise que par la signature du traité de Tartu du 2 février 1920. Dès lors, la Finlande reconnaît l'indépendance de l'Estonie.

#### Entre-deux guerres (1920-1940)
Les deux pays coopèrent militairement entre les deux guerres mondiales en établissant la coopération défensive finno-estonienne.

#### Seconde Guerre mondiale et annexion par la Russie (1940-1991)
En août 1940, l'Estonie est envahie par l'armée soviétique et la république socialiste soviétique d'Estonie rejoint l'Union des républiques socialistes soviétiques. Elle est occupée ensuite par l'Allemagne nazi jusqu'en 1944, date à laquelle elle est de nouveau annexé par l'Union soviétique. Elle en restera partie intégrante jusqu'en 1991.

#### Indépendance de l'Estonie et fin duXXesiècle
Le 20 août 1991, l'Estonie déclare de nouveau son indépendance et le 29 août suivant, les relations diplomatiques entre les deux pays sont rétablies.
L'année 1995 marque une étape dans l'intégration européenne de la Finlande et de l'Estonie. En effet, la Finlande, qui avait déposé sa candidature en juillet 1991, adhère à l’Union européenne le 1er janvier 1995. Le même jour, un accord de libre-échange entre l’Estonie et l'Union européenne, signé en 1994, entre en vigueur et, le 12 juin 1995, un accord d'association entre l'Estonie et l’UE est signé. Finalement, le 24 novembre 1995, l'Estonie dépose sa candidature à l’adhésion à l’Union européenne.

### XXIesiècle
Le 1er mai 2004, l’Estonie adhère à l’Union européenne.

## Coopérations thématiques
Les pays ont mutuellement une ambassade dans la capitale de l'autre, et l'Estonie a également cinq consulats.

### Culture
De plus, l'estonien et le finnois sont des langues très proches, et très différentes des groupes de langues majoritaires en Europe, faisant partie du groupe très réduit des langues fenniques.

### Tourisme
L'Estonie est une destination touristique très appréciée des Finlandais, en particulier pour le faible prix des loisirs (tourisme facilité par la participation à l'espace Schengen des deux pays et à l'utilisation d'une monnaie commune (l'euro) depuis 2011).

## Coopération multilatérale
L'Estonie et la Finlande sont membres communs de plusieurs organisations de coopération internationales :
- l'Union européenne, et même la zone euro et l'espace Schengen ;
- le Conseil nordique, mais en qualité l'observateur seulement pour l'Estonie ;
- le Conseil des États de la mer Baltique et le Nordic-Baltic Eight.

## Sources

## Compléments